# Куцевалов, Валерий Витальевич
Валерий Витальевич Куцевалов (род. 12 октября 1961 года в Восточном Берлине, ГДР) — украинский музыкант, организатор и руководитель ряда творческих коллективов, Заслуженный деятель искусств Украины (1999). Народный артист Украины (2017).

## Биография
Окончил в 1978 году среднюю школу № 12 и музыкальную школу № 5 (Польша). В 1971 году, учась в школе № 78, г. Киев, поступил в детский образцовый духовой оркестр. Всё детство был музыкантом в разных духовых и джазовых оркестрах, а позже создал и был руководителем многих творческих коллективов Украины.
Выступал в составе групп «Пульсар», «Кросс», а в 1987 году создал группу «Визит». Уже во времена независимой Украины популярной стала сделанная «Визитом» вместе с Оксаной Хожай обработка украинской народной песни «При долине куст калины».
В 1987 году стал лауреатом всесоюзного фестиваля популярной музыки.
Образование высшее — Менеджмент организаций (Киевский национальный университет культуры и искусств).
Работал на киевском заводе «Арсенал»; в ВТО «Укрглавпоставсистема», в Киевской филармонии. В 1993 году стал генеральным директором Продюсерского центра «Украина — Фестиваль»; с 2000 года — директор Украинского молодёжного центра, член Национального Совета по вопросам молодёжной политики при Президенте Украины, член Президиума Ассоциации развития авиации Украины.
С 2001 года — Председатель и руководитель Всеукраинской Молодежной Общественной Организации «Украина Фестиваль».
Является автором и генеральным продюсером Общенациональной акции «Звезда Украины» (Аллея Звёзд, г. Киев), где председатель Высшего Академического Совета — первый Президент Украины Леонид Кравчук.
В 2007 году организовал и провёл всемирный конкурс молодых исполнителей в г. Эйлат (Израиль), где был избран президентом этого мероприятия (учредители ПЦ «Украина-Фестиваль» и телеканал «Израиль+»).
Художественный руководитель Всеукраинских государственных мероприятий «Новый год встречает новое тысячелетие» (Дворец спорта) и «С Днём рождения, молодая Страна!» (Певческое поле).
С июля 2012 года — главный режиссёр Национального заслуженного академического народного хора Украины имени Г. Г. Верёвки.
В 2014 году — художественный руководитель торжественного мероприятия по случаю инаугурации Президента Украины Петра Порошенко (Национальный заповедник «София Киевская»), торжественной церемонии поднятия Государственного Флага Украины (Софийская площадь), культурно-художественной акции «Молитва за Украину» (Национальный заповедник «София Киевская»).
Как художественный руководитель работает с ведущими коллективами и исполнителями Украины, дальнего и ближнего зарубежья в различных жанрах: академическом, молодёжном, модерном, эстрадном и др.
Благодаря его опыту, творчеству и помощи на ранней стадии состоялись такие известные артисты, как: Виктор Павлик, Лери Винн, Гарик Кричевский, группа «Х-Президенты», Николай Трубач и другие, а несколько лет на контракте в ПЦ «Украина-Фестиваль» работал известный российский певец Алексей Глызин.
В 1999 году указом Президента Украины В. В. Куцевалову присвоено звание Заслуженный деятель искусств Украины, в 2010 году награждён орденом «За заслуги» III степени, имеет ряд ведомственных наград.
Много лет занимается благотворительной деятельностью с детьми-сиротами, в том числе с лицеистами — сиротами МВД Украины.

## Семья
Женат, имеет двух сыновей. Жена Елена Бориславовна Куцевалова — в 2002 году указом Президента Украины ей присвоено почётное звание Заслуженный работник культуры Украины, в 2004 году награждена орденом княгини Ольги III степени и в 2010 году орденом княгини Ольги II степени. Также Елена является главным режиссёром практически всех мероприятий Валерия Куцевалова. Старший сын Александр Куцевалов — заместитель директора Киевского академического театра украинского фольклора «Берегиня». Младший сын Никита Куцевалов — художественный руководитель, гитарист и вокалист молодёжной группы «VдохVыдох» (мелодичный рок) и студент Киевского национального университета театра, кино и телевидения им. И. К. Карпенко-Карого.